# Grad Daruvar
Grad Daruvar är en stad i Kroatien.   Den ligger i länet Bjelovar-Bilogoras län, i den östra delen av landet, 100 km öster om huvudstaden Zagreb.
Följande samhällen finns i Grad Daruvar:
- Daruvar